# Monastero di Sopoćani
Il monastero di Sopoćani (in serbo Манастир Сопоћани?), dono del re Stefano Uroš I, venne costruito nella seconda metà del XIII secolo vicino alle sorgenti del fiume Raška nella regione di Ras, al centro dello stato medievale serbo. La chiesa, dedicata alla Santissima Trinità, venne completata nel 1265; poco dopo ne fu decorato l'interno. L'arcivescovo Sava II, che guidò la Chiesa ortodossa serba dal 1263, è raffigurato nella processione degli arcivescovi nella zona dell'altare. Il monastero è inserito nell'itinerario Culturale del Consiglio d'Europa Transromanica.

## Architettura

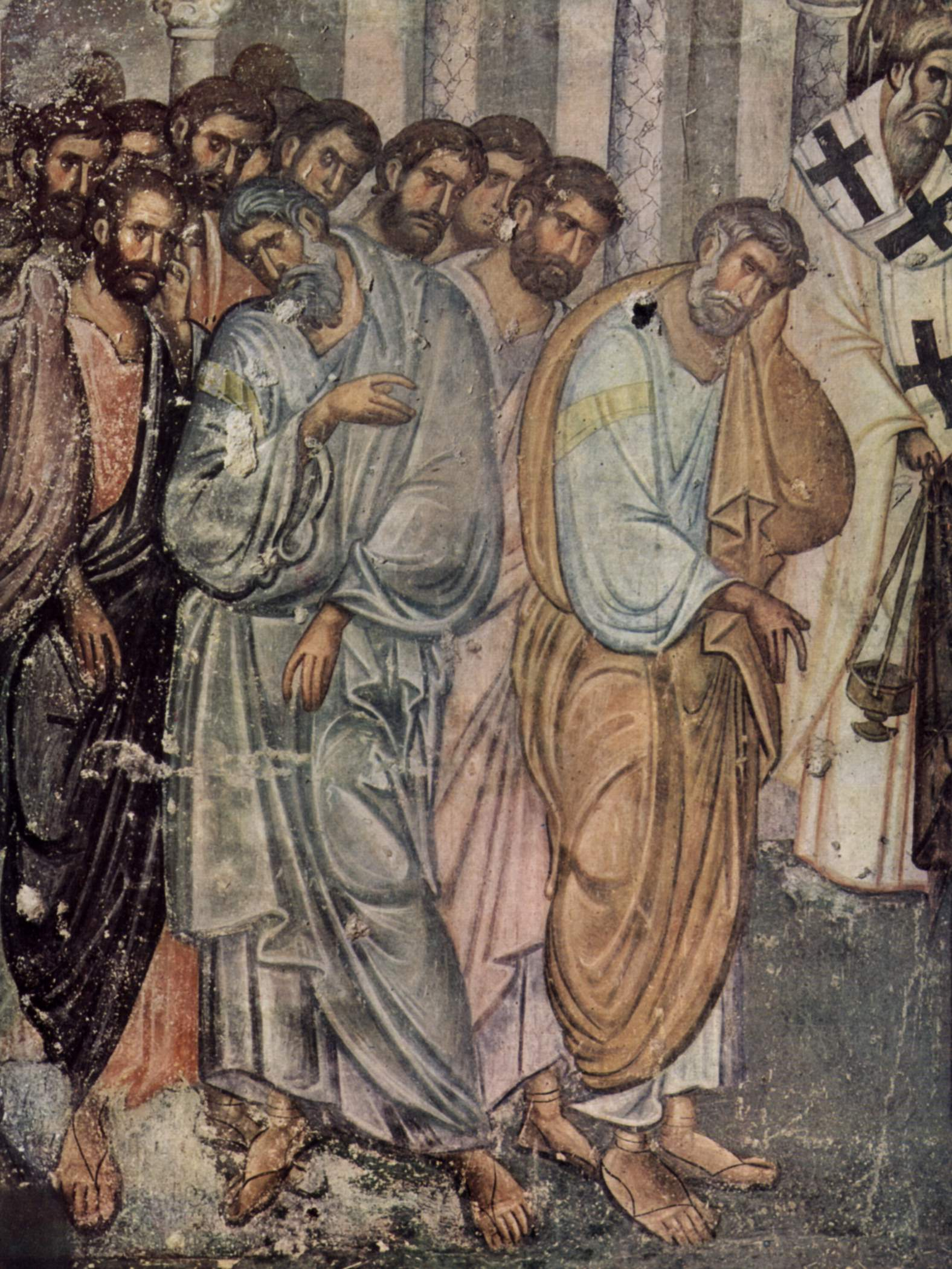
Particolare di un affresco nel monastero di Sopoćani

L'edificio è a navata unica terminante con un'abside, è preceduto da un nartece affiancato da due cappelle. Lo stile architettonico è quello romanico; probabilmente fu costruito da maestranze venute dalla costa adriatica. Il nartece e la torre campanaria furono aggiunti nella prima metà del XIV secolo.

## Pittura
Gli affreschi di Sopoćani sono considerati da molti esperti di arte medievale serba come i più belli del periodo. Anteriori a Cimabue, dimostrano come non soltanto in Italia l'arte di matrice bizantina si stesse evolvendo verso una maggiore resa dei volumi ed un migliore dialogo con l'osservatore.
Sul muro occidentale della navata principale si trova il famoso affresco del Sonno della Vergine: qui le figure sono senza contorno e le sfumature finissime evidenziano la rotondità volumetrica. Questo fa parte del ciclo pittorico più antico, risalente al 1263-64.
I dipinti della cupola sono completamente scomparsi: probabilmente, rispettavano la consueta disposizione iconografica bizantina, col Cristo Pantocratore alla sommità della cupola e figure di Profeti nel tamburo. Nei pennacchi sono dipinti gli Evangelisti, mentre nei medaglioni erano raffigurati tre profeti e Seth.
Nel Nartece furono dipinti per la prima volta nella storia dell'arte serba un Concilio Ecumenico, la Storia di Giuseppe, il Giudizio finale e l'Albero di Jesse in una parte così importante di una chiesa. 
In più, la scena della morte della regina Anna Dandolo somiglia molto, stilisticamente a quella del Sonno della Vergine: intorno al letto di morte stanno il figlio della sovrana, Stefano Uroš I e i suoi eredi Stefano II Dragutin e Stefano Uroš II Milutin con altri membri della famiglia reale.
Gli affreschi nelle due cappelle furono dipinti in epoca più tarda: tra essi è degno di menzione quello che rappresenta la morte di Stefano Nemanja e la traslazione delle sue spoglie nel monastero di Studenica.

## Vicissitudini storiche
Nel XVI secolo i monaci dovettero temporaneamente lasciare il monastero in diverse occasioni a causa della minaccia dell'Impero ottomano. Nel 1689 gli Ottomani diedero alle fiamme il monastero e la comunità di monaci fuggì in Kosovo, portando con sé alcune importanti reliquie.
Per oltre due secoli il monastero restò disabitato. La chiesa cadde lentamente in rovina: la cupola e i tetti a volta delle navate crollarono e le rovine degli edifici circostanti vennero ricoperti di detriti.
Nel XX secolo il complesso fu restaurato e oggi è abitato da una fiorente comunità di religiosi. Molti considerano un autentico miracolo il fatto che la maggior parte degli affreschi di Sopoćani non sia andata perduta per sempre, sopravvivendo a più di due secoli d'incuria.
Nel 1979 il monastero di Sopoćani è stato incluso nell'elenco dei patrimoni dell'umanità dell'UNESCO, insieme a Stari Ras.